# CA Câmpulung Moldovenesc
CA Câmpulung Moldovenesc war ein rumänischer Fußballverein aus Câmpulung Moldovenesc, Kreis Suceava. Er spielte von 1952 bis 1953 in der höchsten rumänischen Fußballliga, der Divizia A.

## Geschichte
CA Câmpulung Moldovenesc wurde im Sommer 1948 als Clubul Sportiv Armata (deutsch Armeesportklub) in Iași gegründet und spielte in der Saison 1948/49 in der Divizia C. Die Liga wurde nach der Hinrunde aber bereits aufgelöst und die Vereine spielten in ihren regionalen Meisterschaften weiter. Am Ende der Saison konnte sich CSA Iași in den beiden Relegationsspielen für die Divizia B nicht gegen den Lokalrivalen CFR Iași durchsetzen. In der Saison 1950 gelang dem Klub unter der Führung des Trainers Gheorghe Gheorghian dann doch der Aufstieg in die Divizia B.
Anfang 1951 wurde die Mannschaft nach Câmpulung Moldovenesc verlegt und firmierte fortan als Clubul Sportiv Casa Armatei (deutsch Sportklub Haus der Armee). In der Saison 1951 gelang unter Trainer Eugen Mladin der Durchmarsch in die Divizia A. Dort wurde die Mannschaft von Francisc Ronnay trainiert und kam in der Saison 1952 auf den dritten Platz. Zur Mitte der Spielzeit 1953 stand der Klub auf dem zweiten Platz der Liga, als alle Armeesportvereine Rumäniens bis auf CCA Bukarest (das spätere Steaua Bukarest) aufgelöst wurden. Die besten Spieler des Vereins wechselten anschließend zu CCA.

## Erfolge
- Aufstieg in die Divizia A: 1951
- Aufstieg in die Divizia B: 1950

## Bekannte Spieler
- Ion Alecsandrescu
- Petre Bădeanțu
- Alexandru Karikas
- Ștefan Onisie
- Constantin Toma